# 高尺スカイドーム
- コチョクスカイドーム
- ゴチョクスカイドーム
- コチョク・スカイドーム
- ゴチョク・スカイドーム

高尺スカイドーム（コチョクスカイドーム、朝: 고척스카이돔）は、大韓民国・ソウル特別市九老区に所在するドーム球場。

## 概要
本球場は韓国が初めて建設に踏み切ったドーム球場で、2009年の着工から6年間を費やして建設されたものであった。総工費は1948億韓国ウォン。
元々は、2007年に閉鎖された東大門野球場の代わりとして一般的な野外球場として計画された。しかし、この周辺にはマンションが多数建設されており、住民から騒音や照明公害に関して苦情が出た。すると、ソウル市は半分だけ屋根で覆われたハーフドーム球場に計画を変更した。そして野球韓国代表が北京オリンピックでの金メダルや、ワールド・ベースボール・クラシックでの準優勝を達成すると韓国内で野球への関心が高まったことから設計を再度変更、完全なドーム球場とした。
床面積81,018m2、地上4階・地下2階で固定観客席18,092席で造成される。
グラウンドから屋根までの高さについては約70mとし、屋根素材としてテフロン加工膜を使用して自然光を採光出来るようにした。グラウンドは、最新のハイテク人工芝と、メジャーリーグベースボール仕様の土を採用した。施設内にはLED照明を設置し、省エネルギーに努めると同時にスポーツジムも併設している。また、野球以外の各種スポーツ・音楽コンサートなど文化行事にも開催できるように設計された多目的スタジアムとなっている。
本球場をホームスタジアムとして使用するプロ野球チームは、韓国野球委員会（KBOリーグ）傘下のネクセン・ヒーローズであり、2016年から2017年の2シーズンの間、本拠地として使用する契約を結んでいる。ただし、年間100日程度、実際に使用した日数に応じて使用料を支払うことになった。初の国際試合として、2015年プレミア12に出場した韓国代表とキューバ代表の親善試合が2015年11月4-5日、2試合開催された。この際、観客の安全上で複数の問題点が指摘され、ソウル特別市は急きょ2016年3月からのプロ野球シーズンに間に合わせるように観客席の中間に通路を設置したり、ダグアウトに屋根を敷設したり、内野ネットの高さが3.5メートルしかなかったため新しいものと交換したり、屋根やカメラ、インターホンがなかったベンチなどの工事を5億8千万ウォンかけて実施し、観客席も1000席以上減らした。
なお、11月4-5日以後もこの野球場では2015年内に高校野球の秋季全国大会、プロ野球選手によるチャリティー試合、プロ野球選手・指導者の出身高校別対抗戦（野球大祭典）なども行われた。
同ドーム球場でのこけら落としは2016年4月1日、同年のプロ野球レギュラーシーズン開幕戦：ネクセン・ヒーローズ－ロッテ・ジャイアンツが初のプロ野球公式戦開催となった。なお、KBOリーグ本拠地球場ではこの球場だけが人工芝である。
ネクセンが本拠地を移転することで木洞野球場はアマチュア専用となったが、本球場でも高校・大学野球の主要大会が開催されている。
2016年7月16日、初めて韓国プロ野球オールスター戦が開催された。
野球以外では2015年10月10日、男性アイドルグループ・EXOの公演が初のコンサートでの利用となった。イベント開催時の客席は25000席程度である。
2017年3月6-10日、2017 ワールド・ベースボール・クラシックの1次ラウンドA組の試合が開催された。ワールド・ベースボール・クラシックの韓国での開催は初だった。なお同年3月2-5日に1次ラウンドA組に出場する4チーム（韓国・オランダ・チャイニーズタイペイ・イスラエル）の練習試合も行われた。
2018年以降もネクセン・ヒーローズ（2019年よりキウム・ヒーローズに改称）の本拠地として利用されている。
2019年11月6-8日、2019 WBSCプレミア12・オープニングラウンドCの試合が開催された。
2024年3月20日・21日に韓国初となるMLB公式戦・ロサンゼルス・ドジャース対サンディエゴ・パドレス開幕2連戦を開催した。

### 特別ルール
ドームの天井に打球が当たった場合、インプレーとなり野手が打球を捕球すればアウトとなる。プロ野球では2016年5月7日、起亜タイガースの羅志完が初めて天井に打球を当て、野手が捕球できなかったためヒットとなった。

## 施設
- 敷地面積：47,800m2
- 延べ床面積：81,018m2
- 建築面積：28,625.77m2
- 座席数：18,092席
- 事業期間：2009年2月~2015年8月
- 施工者：韓進重工業 他

## アクセス
- 韓国鉄道公社 首都圏電鉄1号線（京仁線）・九一駅

仁川側の先端に高尺スカイドーム方面への出入口がある。外野3塁側の出入口まで徒歩3分程度。